# Lincoln (New Hampshire)
Lincoln ist der Name einer Town im Grafton County des US-Bundesstaates New Hampshire in Neuengland. Das U.S. Census Bureau hat bei der Volkszählung 2020 eine Einwohnerzahl von 1.631 ermittelt. Der Name bezieht sich auf den 9. Earl von Lincoln, Henry Clinton, einen Cousin von Gouverneur Benning Wentworth. Mit 339 km² hat Lincoln nach Pittsburg die zweitgrößte Fläche aller Gemeinden und Gebiete in New Hampshire.

## Geographie

### Lage
Der größte Teil von Lincoln ist bergig und ungeeignet für landwirtschaftliche Nutzung. Es liegt im Westen der White Mountains und grenzt im Norden an Franconia und Bethlehem, im Osten und Süden an Livermore, im Süden zudem an Thornton sowie Woodstock und im Westen an Easton. Der Hauptort liegt am Kancamagus Highway nach Conway im Süden des Gemeindegebietes, die Besiedlung konzentriert sich dort und entlang des Tales, das nördlich zur Franconia Notch führt.

### Gemeindegliederung
Ortsteile sind Lincoln, North Lincoln und Stillwater. Ein ehemaliger Ort ist Johnson, eine Holzfäller- und Sägesiedlung in Firmenbesitz.

### Gewässer
Der East Branch Pemigewasset River entspringt östlich von Lincoln. Zu den größten Zuflüssen im Gemeindegebiet gehören der North Branch und der Franconia River, historisch auch Franconia Branch genannt. Im Profile Lake in Franconia entspringt der Pemigewasset River, in den in Lincoln unter anderem Harvard und Flume Brook münden.

## Geschichte
Die Siedlungskonzession für Lincoln datiert auf den 31. Januar 1764, doch die Besiedlung begann erst nach der amerikanischen Revolution. 1791 hatte Lincoln 22 Einwohner. 1808 wurde das erste Hotel gebaut. Es stand in der Nähe des späteren Flume House und der Sehenswürdigkeit gleichen Namens. Die Straße durch die Franconia Notch baute New Hampshire im Jahre 1813. Ein im Jahre 1824 aus Massachusetts gekommener Siedler namens Tuttle eröffnete an der Straße eine Taverne, die als Tuttle's Hotel bekannt wurde. 1859 hatte Lincoln zwei Schulbezirke, zwei Hotels und zwei Postämter, eines davon im Flume House, ferner ein Versammlungshaus, das von allen Konfessionen benutzt wurde, eine Sägemühle und Betriebe zur Herstellung von Schindeln, Latten und Brettern. Die Einwohnerzahl in diesem Jahr wurde mit 57 angegeben. 1874 wurde Lincoln in einem Sommer von rund 8000 Gästen besucht, die der Stadt Einnahmen von circa 30.000 Dollar brachten (2025: ca. 737.000$). Im gleichen Jahr beliefen sich die Erträge aus der Bewirtschaftung des Landes auf 6878 Dollar (2025: ca. 169.000$), von 32.465 Acres wurden rund 1000 bewirtschaftet. Haupteinnahmequelle war der Tourismus. 1883 wurde die Eisenbahnstrecke von Plymouth nach Lincoln fertiggestellt. Der in Aussicht genommene Weiterbau durch die Franconia Notch unterblieb bis auf eine kurze Stichstrecke, an der später der Holzmühlenort Johnson entstand. Der Personenverkehr nach Lincoln wurde 1938, der Güterverkehr endgültig 1977 eingestellt.
1892 waren die Waldflächen, die von Zealand in Carroll aus erschlossen wurden, abgeholzt, und der Betrieb wurde nach Lincoln verlegt. Dessen Kernort lag bis dahin am Pemigewasset River, doch die Sägen dieser Firma wurden in einem zunächst als Pullman bekannten Ort angelegt, und der Siedlungsschwerpunkt verlagerte sich dorthin. Trotz der Verluste an Waldbestand blieb neben den Einkünften aus Holzernte und -verarbeitung Tourismus die große Einnahmequelle von Lincoln.

### Waldbahnen
Im Gebiet des heutigen Lincoln existierten verschiedene Waldbahnen, darunter die Gordon Pond Railroad, die in Johnson ihr Betriebswerk hatte, aber zum größten Teil der Strecken in Woodstock verlief, die Zealand Railroad, die ihren Ausgangspunkt in Zealand nahm und den Nordosten Lincolns durchquerte, sowie die East Branch and Lincoln Railroad, die mit einer Gesamtstreckenlänge von 74 Meilen größte und einer Betriebsdauer von 1894 bis 1948 am längsten benutzte Waldbahn von New Hampshire. Sie erschloss nahezu den gesamten Osten Lincolns für die Holzernte. Die Gesellschaft an sich führte bis 1980 den Rangierbetrieb an der Papiermühle in Lincoln durch.

### Bevölkerungsentwicklung
| Volkszählungsergebnisse – Lincoln, New Hampshire | Volkszählungsergebnisse – Lincoln, New Hampshire | Volkszählungsergebnisse – Lincoln, New Hampshire | Volkszählungsergebnisse – Lincoln, New Hampshire | Volkszählungsergebnisse – Lincoln, New Hampshire | Volkszählungsergebnisse – Lincoln, New Hampshire | Volkszählungsergebnisse – Lincoln, New Hampshire | Volkszählungsergebnisse – Lincoln, New Hampshire | Volkszählungsergebnisse – Lincoln, New Hampshire | Volkszählungsergebnisse – Lincoln, New Hampshire | Volkszählungsergebnisse – Lincoln, New Hampshire |
| Jahr                                             | 1775                                             | 1790                                             | 1800                                             | 1810                                             | 1820                                             | 1830                                             | 1840                                             | 1850                                             | 1860                                             | 1870                                             |
| ------------------------------------------------ | ------------------------------------------------ | ------------------------------------------------ | ------------------------------------------------ | ------------------------------------------------ | ------------------------------------------------ | ------------------------------------------------ | ------------------------------------------------ | ------------------------------------------------ | ------------------------------------------------ | ------------------------------------------------ |
| Einwohner                                        | 47                                               | 22                                               | 41                                               | 100                                              | 32                                               | 50                                               | 76                                               | 57                                               | 71                                               | 71                                               |
| Jahr                                             | 1880                                             | 1890                                             | 1900                                             | 1910                                             | 1920                                             | 1930                                             | 1940                                             | 1950                                             | 1960                                             | 1970                                             |
| Einwohner                                        | 65                                               | 110                                              | 541                                              | 1278                                             | 1473                                             | 1548                                             | 1560                                             | 1415                                             | 1228                                             | 1341                                             |
| Jahr                                             | 1980                                             | 1990                                             | 2000                                             | 2010                                             | 2020                                             | 2030                                             | 2040                                             | 2050                                             | 2060                                             | 2070                                             |
| Einwohner                                        | 1313                                             | 1230                                             | 1271                                             | 1662                                             | 1631                                             |                                                  |                                                  |                                                  |                                                  |                                                  |

Das Durchschnittseinkommen beträgt für Männer 41.146 Dollar, für Frauen  28.398 $, wobei 8,9 Prozent der Ortsansässigen von einem Einkommen unterhalb der Armutsgrenze leben (Stand 2019).

## Infrastruktur und Gemeindeeinrichtungen
Die Polizei von Lincoln arbeitet mit Vollzeitkräften, die Feuerwehr mit solchen in Teilzeit. Der medizinische Notdienst wurde an Privat vergeben. Das nächstgelegene Krankenhaus ist das Speare Memorial Hospital in Plymouth. Neben der Bibliothek, der Lincoln Public Library, liegen auch die Schulen der Lincoln-Woodstock-Kooperative in Lincoln. Die Gemeinde betreibt Wasserver- und Abwasserentsorgung samt Wasserwerk.

### Verkehr
Durch Lincoln verlaufen die Interstate 93 und die hier abschnittsweise mit der Interstate zusammengelegte US 3 sowie die New Hampshire State Route NH-112, die östlich von Lincoln als Kancamagus Highway bezeichnet wird. In Franconia gibt es einen Segelflugclub mit Flugfeld. Der nächstgelegene Flugplatz mit asphaltierter Piste ist der Twin Mountain Airport in Carroll, der nächstgelegene Flughafen mit Linienverkehr ist der Lebanon Municipal Airport in Lebanon. Auf der Bahnstrecke findet nur noch Tourismusverkehr statt.

## Personen
- Sherman Adams (1899–1986), Politiker, Gründer des Loon Mountain Ski Resort in Lincoln

## Sehenswürdigkeiten
- Franconia Notch State Park
- Flume Gorge
- Kancamagus Highway